# Ceromitia trigoniferella
Ceromitia trigoniferella là một loài bướm đêm thuộc họ Adelidae. Loài này có ở Nam Phi.